# Diomède dévoré par ses chevaux
Diomède dévoré par ses chevaux est le nom de trois tableaux du peintre français Gustave Moreau. La première version, à l'huile sur toile, est réalisée en 1865 pour le musée des Beaux-Arts de Rouen. Une version différente a l'aquarelle est peinte l'année suivante, puis une troisième, à l'huile sur toile, en 1870. Par ailleurs, Moreau a réalisé de nombreux croquis préparatoires.
Ces tableaux inspirés par l'épisode mythologique grec des juments de Diomède, l'un des douze travaux d'Hercule, montrent le roi Diomède dévoré par trois chevaux. La première version comporte un décor de colonnes de style corinthien, d'où le héros Hercule observe la scène. 
Ces tableaux, symbolistes comme toutes les œuvres de Moreau, ont fait l'objet de diverses interprétations, entre autres psychanalytiques.

## Préparation et réalisation

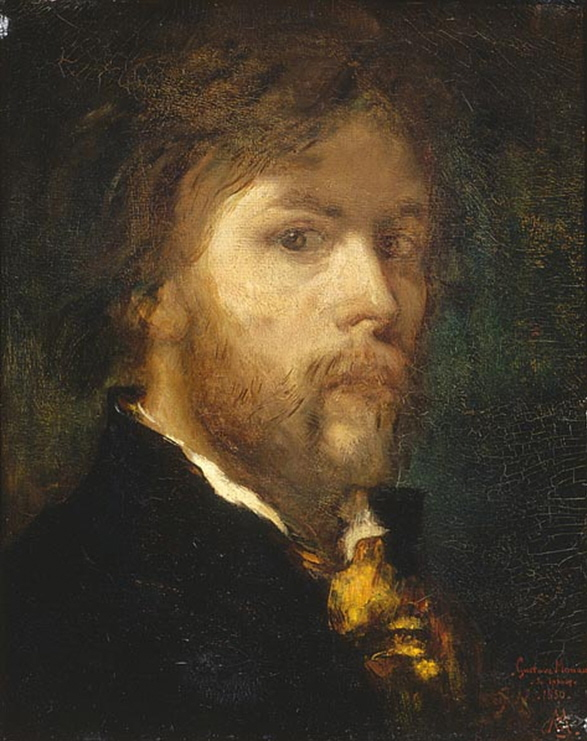
Gustave Moreau (autoportrait, 1850)

Gustave Moreau réalise de nombreux croquis préparatoires à travers des petits dessins souvent très poussés, dont une étude de crânes, et une étude de cheval de profil à droite.
Il considère la première version de 1865 comme peu réussie, puisqu'il écrit dans sa lettre au conservateur du musée des Beaux-Arts de Rouen « j’aurais désiré, monsieur, pouvoir répondre à votre appel d’une façon plus satisfaisante, en vous adressant une toile plus importante et plus réussie ».

## Description
Ces trois tableaux s'inspirent du thème mythologique des juments de Diomède, qui constitue l'un des douze travaux d'Hercule.

### Version de 1865
La toile présente en arrière-plan le héros Hercule assis devant des colonnes de style corinthien, assistant (au premier plan) à la mort du roi Diomède dévoré par ses chevaux. D'après Maxime Du Camp, « l'écurie de Diomède est une sorte de cirque entouré d'une haute muraille d'où s'élancent de fortes colonnes qui donnent à toute l'ordonnance un aspect d'imposante sévérité ». Il ajoute que les chevaux « se sont rués sur leur maître, l'ont saisi par le bras, par le cou, le tiennent entre leurs terribles mâchoires suspendu en l'air et commencent leur sanglant repas ; çà et là quelques cadavres blancs comme de l'ivoire servent de pâture à des vautours chenus ». Ces chevaux sont « exagérés dans leurs formes trop accentuées, ainsi qu'il convient à des animaux fabuleux, avec leur cou énorme, leurs larges joues, leurs naseaux froncés, leur sabot violent, leurs membres charnus ».
Maxime Du Camp décrit que « Diomède, un peu trop sec de contours peut-être, laisse éclater sur son pâle visage une terreur grimaçante et désespérée. Tout le fond de la composition, tenu dans l'ombre, ombre à la fois transparente et puissante, fait ressortir les blancheurs très habiles des premiers plans. Depuis le ton gris-perle très clair du premier cheval jusqu'aux nuances blafardes des cadavres, l'harmonie est parfaitement complétée par les couleurs chair de Diomède et le plumage blanc des vautours ». 
Hercule est simplement assis dans un coin sur la muraille, il n'agit pas, mais regarde la scène.

### Version de 1870

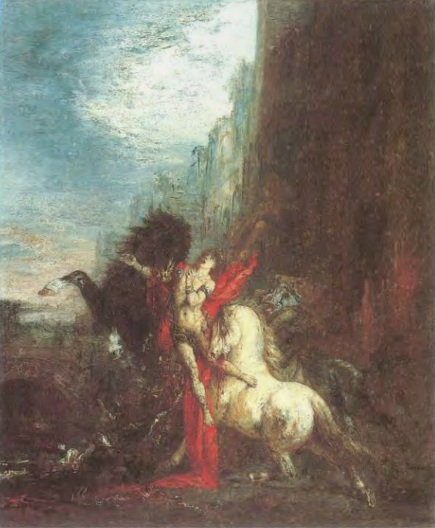
Version de 1870.

L'enseignante-chercheuse en sciences de l'art Cécile Croce décrit l'écurie comme « grave et brune, sordide, humide », jonchée de restes humains piétinés au sol par les chevaux furieux. Le roi Diomède apparaît immobilisé dans une draperie rouge complexe, qui le fait ressembler à « une plaie ouverte, hurlante, fleur d'une douleur travaillée ».

## Parcours des tableaux
La toile de 1865 est exposée au salon de peinture et de sculpture de 1866,. Elle est conservée au musée des Beaux-Arts de Rouen.

## Sources d'inspiration

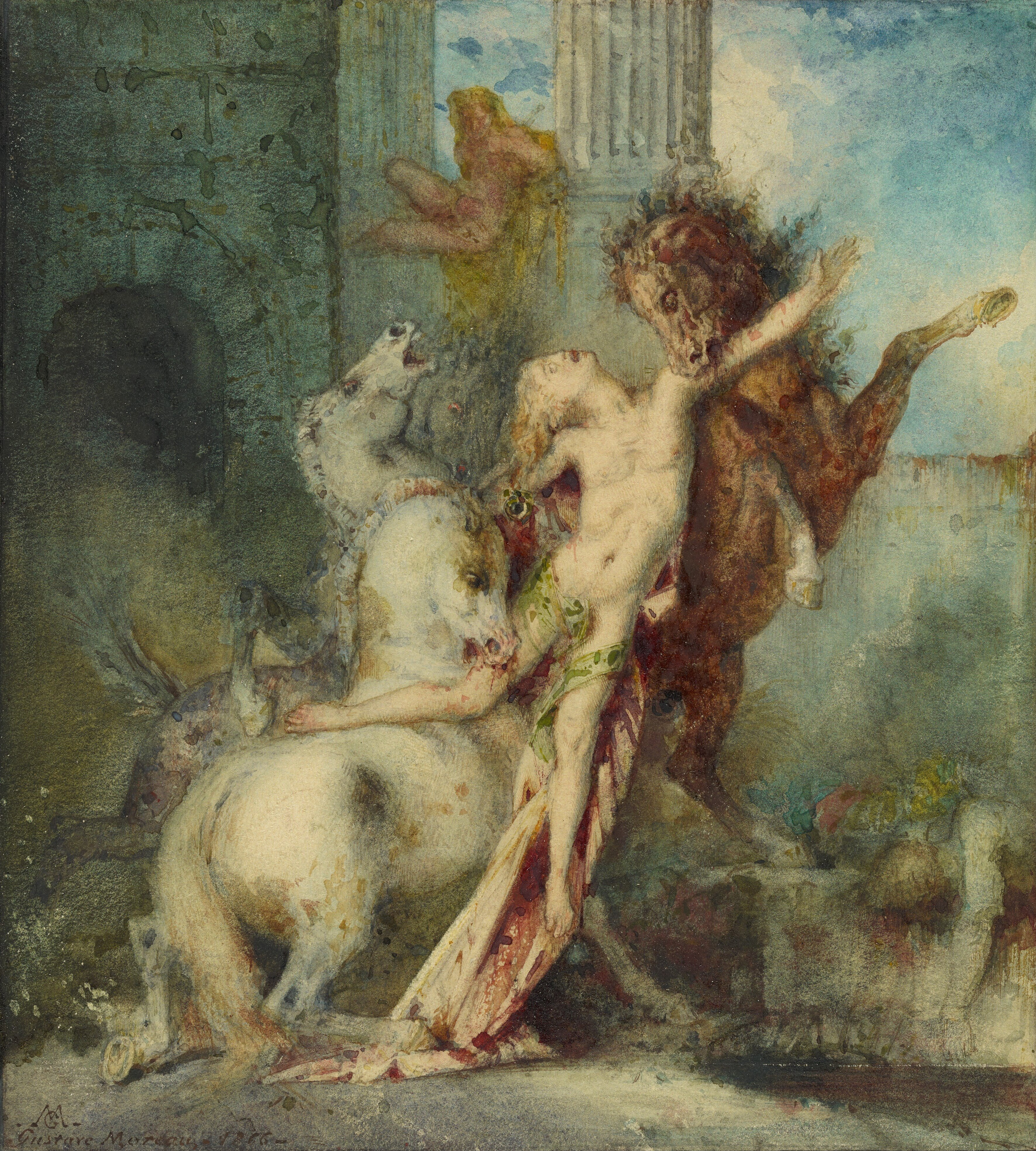
Aquarelle de 1866.

De façon générale, le tableau s'inscrit dans la lignée des peintures de la Renaissance, inspirées des mythes, et en particulier de Michel-Ange pour les personnages humains, et de Léonard de Vinci pour les chevaux. D'après Christine Peltre, Gustave Moreau semble aussi s'être inspiré du cheval oriental pour représenter les coursiers de Diomède, puisque leur harnachement rappelle celui d'un cheval arabe. Pour Maxime Du Camp, ces chevaux « semblent être les aïeux antédiluviens des admirables chevaux qui marchent pacifiquement sur la frise du Parthénon »
L'architecture du premier tableau est clairement inspirée de celle des dessins de Piranèse, « tant [elle] y a d'ampleur et d'importance ».

## Symbolisme
D'après Maxime Du Camp, Gustave Moreau a placé Hercule dans un coin du tableau au sommet d'une muraille pour le présenter comme un juge, et non comme un bourreau : « le doux héros qu'on invoquait comme protecteur des routes, n'a plus à se mêler à ce châtiment mérité. Il a jeté la bête brute aux animaux féroces, sa mission est accomplie, et il ne reste là que comme témoin pour être bien certain que le coupable n'échappera pas ». Le musée des Beaux-Arts de Rouen note aussi une « distanciation prise par rapport au crime ».
Le sens de la peinture est difficile à interpréter, en effet Moreau y exprime une conception toute personnelle du mythe, des idées « sorties tout droit de ses rêves avec un langage qui se veut universel ». Jean-Roger Soubiran propose une lecture psychanalytique du tableau, dans lequel il voit une représentation de l'angoisse de dévoration, de morcellement et de castration.

#### Ouvrage détaillé
- [Moreau 2000] Gustave Moreau et Musée des beaux-arts de Rouen (ill. Gustave Moreau), Gustave Moreau : Diomède dévoré par ses chevaux, Rouen, Réunion des musées nationaux, coll. « Lire en filigrane », 2000, 63 p.

#### Autres sources
- [Soubiran 2009] Jean-Roger Soubiran, « L’éphèbe malmené dans l’œuvre de Gustave Moreau, une image récurrente révélatrice des fantasmes de l’artiste », dans Frédéric Chauvaud, Corps saccagés, Rennes, Presses universitaires de Rennes, 2009 (ISBN 9782753566606 et 2-7535-0820-8, lire en ligne), pp. 121-137
- [Croce 2004] Cécile Croce, Psychanalyse de l'art symboliste pictural : l'art, une érosgraphie, Seyssel, Éditions Champ Vallon, coll. « L'Or d'Atalante », 2004, 296 p. (ISBN 2-87673-410-9 et 9782876734104, ISSN 0762-2724, lire en ligne)
- [Digard 2002] Institut du monde arabe et Jean-Pierre Digard (dir.), Chevaux et cavaliers arabes dans les arts d'Orient et d'Occident, Éditions Gallimard et IMA, 27 novembre 2002, 304 p. (ISBN 2-07-011743-X).
- [du Camp 1866] Maxime Du Camp, « Le salon de 1866 », La revue des deux mondes,‎ 1866, p. 706-707 (lire en ligne)
- [Mathieu 1994] Pierre-Louis Mathieu, Gustave Moreau, Flammarion, coll. « Grandes monographies », 1994, 308 p. (ISBN 2-08-011743-2 et 9782080117434)